# 保普·拜尔陶隆
保普·拜尔陶隆（匈牙利語：Papp Bertalan，1913年9月7日—1992年8月8日），出生于蒂萨切盖，匈牙利男子击剑运动员。他曾参加1948年和1952年夏季奥运会击剑比赛，共获得2枚金牌。他于1992年在布达佩斯去世。